# ゴーティエ・サンザヴォワール

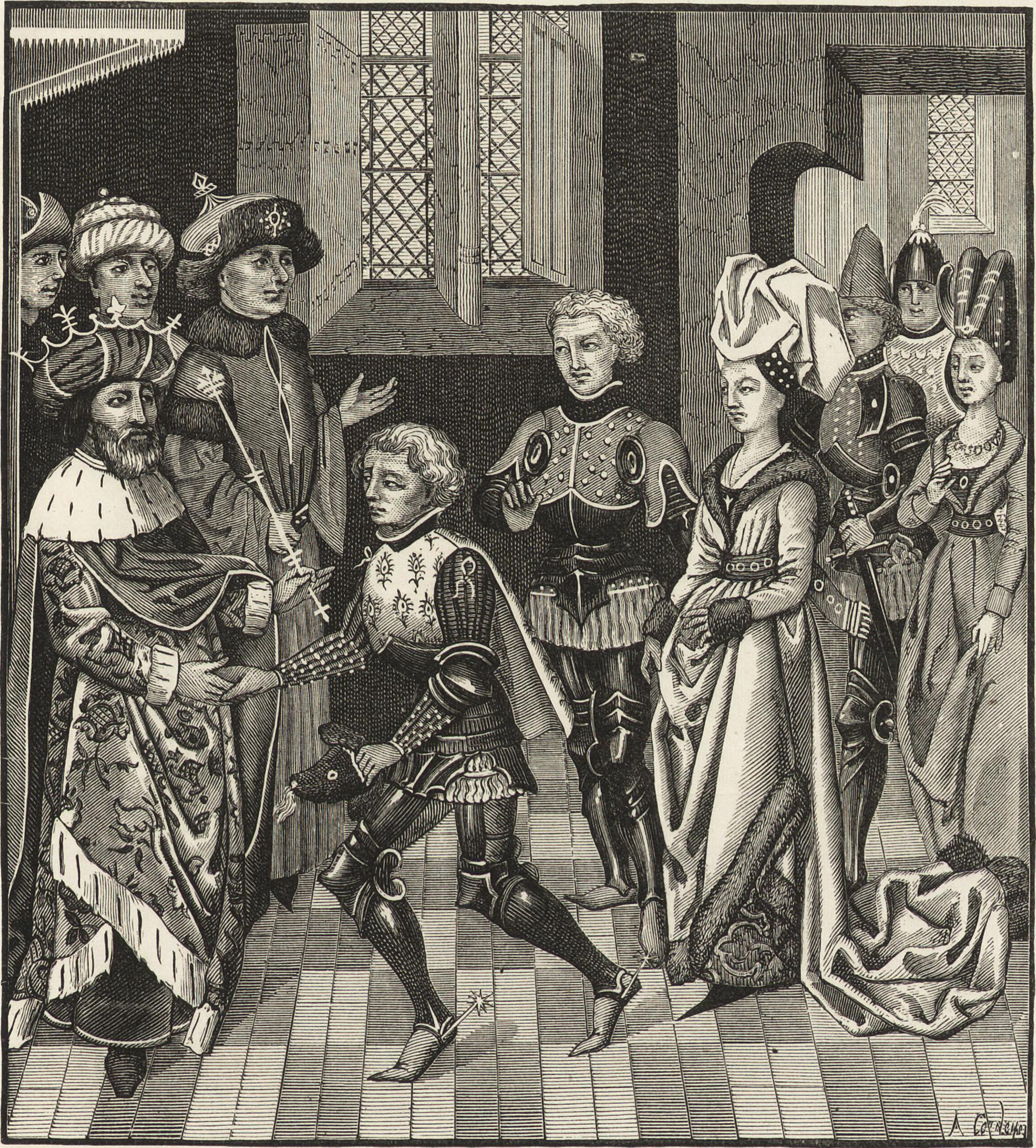
王と謁見するゴーティエ・サンザヴォワール

ゴーティエ・サンザヴォワール（フランス語: Gautier Sans-Avoir, 英・独: Walter Sans Avoir）あるいはゴーティエ無産公、無一文のゴーティエは、11世紀後半のフランス北部出身の騎士で民衆十字軍の指導者の一人。その出生地や経歴は不明。ノジャンのギベール（Guibert de Nogent）によれば、「セーヌ川を越えた所」で生まれ、ポワシーの領主ゴーティエの従兄弟で、フランス北部のボワシー＝サン＝ザヴォワール（Boissy-sans-Avoir、現在のイヴリーヌ県）の村の領主だったと推測している。隠者ピエールとともに、第1回十字軍に先立つ民衆十字軍の巡礼者たちを率いてフランスから聖地エルサレムへと向かった。
ローマ教皇ウルバヌス2世は、1095年11月クレルモン教会会議での説教でムスリムが支配するエルサレムへの軍派遣とキリスト教徒への奪還を呼び掛けた。エルサレムへ向かうことで罪が許されるという説教に対し、西欧の庶民や諸侯は熱狂した。フランス各地の諸侯や騎士たちが準備を整える前に、隠者ピエールは熱狂した庶民を率いてフランスを発ち1096年4月12日にケルンに集合したが、その中にゴーティエもいた。ケルンでドイツ人の合流を待つ隠者ピエールに対し、ゴーティエは出発が待ちきれないという人々とともに4月15日にケルンを発った。ゴーティエの先発隊は神聖ローマ帝国、ハンガリー王国、ブルガリア（東ローマ帝国領）を横断した。ドイツとハンガリーでは事もなく通過した彼らは、ハンガリーと東ローマ帝国の境界に当たるゼムンとベオグラードで略奪行為を行い、その報復を受けた。ゴーティエ一行は東ローマ軍の先導で7月20日にコンスタンティノープルに到着し、隠者ピエールの本隊と合流した。
東ローマ皇帝アレクシオス1世コムネノスは、首都の近くに集まり市民との軋轢の予想された民衆十字軍にボスポラス海峡を渡らせた。一行は内輪もめを起こして分裂し、隠者ピエールは一行に自制を求めたが一行は小アジアで略奪やルーム・セルジューク朝との交戦を行った。1096年の10月に民衆十字軍はセルジューク朝軍の伏兵にかかりニカイア近郊で壊滅し（ドラコンの戦い）、ゴーティエもこのときに戦死した。
ゴーティエは名誉・勇気・謙遜などを象徴する人物として後に聖地騎士団の模範ともなった。